# Stronziomelano
Lo stronziomelano (simbolo IMA: Sml) è un minerale molto raro del supergruppo dell'hollandite e del gruppo della coronadite appartenente alla classe minerale degli "ossidi e idrossidi" con composizione chimica SrMn4+6Mn3+2O16.

## Etimologia e storia
Lo stronziomelano è stato scoperto nel 1999 in Italia, nel comune di Saint-Marcel in Valle d'Aosta. Prende il nome dalla sua composizione chimica principale, lo stronzio, e dal sostantivo greco μήλανος ('mèlanos', nero), per il colore.

## Classificazione
Nella nona edizione della classificazione dei minerali di Strunz, aggiornata dall'Associazione Mineralogica Internazionale (IMA) fino al 2009, il minerale è classificato nella classe "4. Ossidi (idrossidi, V[5,6] vanadati, arseniti, antimoniti, bismutiti, solfiti, seleniti, telluriti, iodati)" e nella sottoclasse "4.D Metallo:Ossigeno = 1:2 e simili"; questa è ulteriormente suddivisa in base alle dimensioni dei cationi coinvolti e alla struttura del minerale, in modo che lo stronziomelano possa essere trovato nella sezione "4.DK Con cationi di grande dimensione (± cationi di media dimensione); strutture a tubo" dove forma il sistema nº 4.DK.10 insieme a criptomelano, romanèchite e todorokite.
Nell'edizione successiva, proseguita dal database "mindat.org" e chiamata anche Classificazione Strunz-mindat, lo stronziomelano mantiene la stessa classificazione, ma viene smistato nella nuova sezione nº 4.DK.05a, che occupa insieme a coronadite, criptomelano, hollandite e manjiroite.
Nella Sistematica dei lapis (Lapis-Systematik) di Stefan Weiß lo stronziomelano è elencato nella famiglia degli "ossidi" e nella sottofamiglia degli "ossidi con rapporto metallo:ossigeno = 1:2 (MO2 e composti correlati)" dove forma il "gruppo del criptomelano" insieme a manjiroite, criptomelano, priderite, henrymeyerite, ankangite, redledgeite, ferrihollandite, hollandite, coronadite e cesàrolite.
Nella classificazione dei minerali secondo Dana, lo stronziomelano è classificato nel gruppo degli "ossidi multipli" e nel sottogruppo del sistema numero 09 (che è anche chiamato "ossidi multipli"); all'interno di questo, lo stronziomelano forma il "gruppo del criptomelano" con hollandite, manjiroite, coronadite, criptomelano e henrymeyerite con il numero di sistema 07.09.01.

## Abito cristallino
Lo stronziomelano cristallizza nel sistema monoclino nel gruppo spaziale P21/n (gruppo nº 14, posizione 2) con i parametri del reticolo a = 10,00 Å, b = 5,758 Å e c = 9,88 Å oltre a due unità di formula per cella unitaria.

## Origine e giacitura
Lo stronziomelano si forma come minerale primario nelle rocce ofiolitiche ed è associato a braunite, criptomelano, hollandite, quarzo, fluorapatite contenente arsenico, titanite contenente antimonio, giadeite e piemontite-(Sr).
Sono noti solo tre siti per lo stronziomelano: la località tipo in Italia si trova nella regione autonoma della Val d'Aosta a Saint-Marcel. Inoltre, sono noti un sito in Belgio nella provincia del Lussemburgo, a Vielsalm, e un sito in Giappone nella regione di Kyūshū nella prefettura di Nagasaki.

## Forma in cui si presenta in natura
Si presenta in aggregati spessi da 100 a 200 μm in combinazione con vari minerali. Il colore del minerale è nero, ma diventa grigio in luce riflessa; il suo striscio è color seppia.